# Povijest hrvatskoga jezika u SFRJ
Povijest hrvatskoga jezika u SFRJ započela je odlično, bitno različito od ulaska u Kraljevinu SHS. Nažalost idila je kratko trajala, najdulje do 1954. godine. Analiza dnevnih novina "Oslobođenje" u BiH Alije Isakovića od 1945. do 1950. godine zoran je pokazatelj srbiziranja jezika, 1945. godine odnos riječi nogomet i fudbal bio je 9:1 za nogomet. Taj se odnos vrlo brzo pogoršavao i Bošnjaci ga danas više uopće ne rabe.

## Uvod, Anketa, Novosadski dogovor
Austro-Ugarska je često nazivana tamnicom naroda, u njoj je nacionalno pitanje praktično svih naroda osim njemačkoga bilo neriješeno. Nakon raspada Austro-Ugarske 1918. službeni jezik novog kraljevstva nazvan je srpskohrvatskoslovenski ili naš jezik. Jednu tamnicu naroda zamijenila je druga. Treća tamnica naroda jezična pitanja uredila je do tada najliberalnije, odlukom AVNOJ-a od 15. siječnja 1944. godine o svim jezicima naroda Jugoslavije: «1. Sve odluke i proglasi AVNOJ-a ....imaju se objavljivati na srpskom, hrvatskom, slovenačkom i makedonskom jeziku...». Time se priznaju četiri nacionalna jezika za šest budućih republika i dvije pokrajine. Da se ta odluka dosljedno provodila tko zna kakva bi bila sudbina SFRJ, no opet su se, iako suptilnije, nastavili pokušaji ujednake, s predahom od nekoliko godina u kasnih četrdesetima i ranim pedesetima. Odnos dva najbrojnija naroda, Hrvata i Srba nije riješen ponovnim stvaranjem Bosne i Hercegovine u granicama sličnim onima prije 1918. godine. 
Hrvatsko filološko društvo iz Zagreba početkom 1950-ih počinje pripremati novi poslijeratni pravopis. Kako se ujednačavanje jezika moglo provesti samo uz "saradnju" (čitaj: nadzor) kolega iz Beograda/Novog Sada, kao reakciju na pripreme novog poslijeratnog pravopisa srbijanska je strana preko Letopisa Matice srpske raspisala "Anketu o pitanjima srpskohrvatskog jezika i pravopisa" zalažući se za jedinstven srpskohrvatski jezik koji bi trebao imati i jedinstven pravopis i jedinstvenu terminologiju na čitavom srpsko-hrvatskom prostoru. Poslije Ankete održan je tzv. Novosadski dogovor 1954. godine, s istim ciljem, ujednačiti hrvatski i srpski na pravopisnoj, terminološkoj i drugim razinama. Naziv jezika je određen kao srpskohrvatski ili hrvatskosrpski - prvi je termin esencijalno označavao srpski, a drugi hrvatski jezik. Kao politička se motivacija, osim uobičajenih jezikoslovnih i nazovijezikoslovnih, navodilo uvođenje «ravnopravnosti» u nacionalno izmiješanim sredinama, prije svih BiH, dijelovima Hrvatske, Crne Gore i Srbije. Srpska je kulturna javnost u cjelini pozdravila taj čin, dok je hrvatska bila protiv - i glede imena, i sadržaja. Naime, naziv hrvatskosrpski nije u Hrvatskoj imao tradiciju (osim nekoliko marginalnih slučajeva), dok je od »dvoimenih« nazivaka najčešći »hrvatski ili srpski« odbijen u pregovorima oko novoga jezika. Ime, kao i sadržaj dogovora koji je išao na potiranje hrvatskih značajki (često navođen primjer poznate knjige Josipa Andreisa koja je od »Povijesti glazbe« postala »Historija muzike«) ostavili su dojam oktroiranoga političkoga rješenja.

## Pravopis dviju Matica, Deklaracija, Hrvatsko proljeće
Iako su svi dosadašnji pokušaji nasilnog spajanja ili ujednačavanja hrvatskoga i srpskoga jezika neslavno propali, 6 godina nakon Novosadskog dogovora 1960. godine izlazi "Pravopis hrvatskosrpskog književnog jezika" u Zagrebu ijekavicom na latinici, u Beogradu ekavicom na ćirilici, u izdanju Matice hrvatska i Matice srpske. Novosadski dogovor pretvorio se u sredstvo za opravdavanje jezične neravnopravnosti i za nametanje srpskog književnog jezika ekavskog tipa. Toj izjavi prethodi Deklaracija o nazivu i položaju hrvatskog književnog jezika iz 1967. godine. Odbačen je Novosadski dogovor, odbačen je i pravopis iz 1960, treba napraviti novi. Matica hrvatska potaknula izradu novog pravopisa što su radili Stjepan Babić, Božidar Finka i Milan Moguš. Njihov je pravopis u listopadu 1971. dobio pozitivne ocjene recenzenata Jonkea i Katičića te je mjesec dana kasnije (u studenome 1971.) dobio preporuku oba ocjenitelja za objavu, no umjesto objave već tiskani arci završili su tvornici papira kao stari papir, uvezano je 600 primjeraka s naznakom "samo za internu uporabu" pa je objavljen 1972. i 1984. u Londonu i stoga je dobio ime Londonac.
Jezična previranja postala su politička, Hrvatsko proljeće 1971. godine došlo je 20 godina prerano. No iako je naklada Londonca uništena a brojni Hrvati smijenjeni, suđeni i zatvarani, nešto je ipak postignuto. Bilo je vidljivo da se radi o dva jezična nacionalna standarda koji se ne mogu stopiti u jedan, bez obzira na argumente i polemike. U Hrvatskoj je ustavnim amandmanima 1972. proglašeno pomalo dvosmisleno rješenje po kojem je službeni jezik u SR Hrvatskoj hrvatski književni jezik koji se naziva hrvatski ili srpski. Ustavni sud SFRJ je, prije raspada države, poništio tu odluku, no na to se tada više nitko nije obazirao. 
Nikakvom se kombinacijom nije mogao napraviti tekst koji bi bio i hrvatski i srpski, stoga su se za vrijeme SFRJ tekstovi saveznih zakona kao autentični uvijek objavljivali na četiri jezika: hrvatskome, srpskome, slovenskome i makedonskome.

## Hrvatski poslije 1971. godine
Radoslav Katičić 1974. godine objavljuje u Zborniku Zagrebačke slavističke škole studiju "Nešto napomena o postanku složenoga suvremenog jezičnog standarda hrvatskoga ili srpskoga" iz koje je zanimljivo citirati to je zapravo povijest dvaju procesa jezične standardizacije (hrvatskoga i srpskog jezika), hrvatski je uz to ostao otvoren za utjecaj pismene baštine hrvatske književnosti. Za srpsku standardizaciju štokavska je folklorna koine bila gotovo isključivo polazište. Dva različita procesa standardizacije, dvije različite povijesti književnosti teško su mogle uroditi jednim jezikom usprkos tome što je osnovica standardizacije srpskoga jezika toliko bliska hrvatskoj stilizaciji. Situacija postaje još složenijom ako se uzmu u obzir ostali narodi istoga jezika. Četiri godine kasnije (1978.) Zlatko Vince objavljuje svoju monumentalnu studiju "Putovima hrvatskoga književnog jezika", iste godine Dalibor Brozović objavljuje studiju "Hrvatski jezik, njegovo mjesto unutar južnoslavenskih i drugih slavenskih jezika" u kojoj potvrđuje kao početak standardizacije hrvatskoga jezika sredinu 18. stoljeća (prvi put uvedeno u studiji "O početku hrvatskoga jezičnog standarda" 1970. godine). 

## 1980-e godine, još jedan unitaristički nasrtaj
Početak osamdesetih godina, pa i uopće osamdesete godine, obilježila je »borba protiv nacionalizma u jeziku«, posebno protiv navodnog nacionalizma u jeziku udžbenika za osnovne i srednje škole, koja se ponajviše vodila u okviru Republičkoga komiteta za prosvjetu, kulturu, fizičku i tehničku kulturu ili oko njega. U tom je komitetu naime napravljen opširan elaborat »Jezična problematika u funkciji nacionalističke ideologije u SRH od 1945. do 1980«, koji je izrađen krajem 1980. i početkom 1981. godine. Elaborat nije potpisan, iz njega je sljedeći citat: Zlatko Vince u knjizi "Putovima hrvatskoga književnog jezika" otišao je najdalje u nacionalističkom iskrivljavanju povijesti jezika i aluzijama na jezičnu neravnopravnost Hrvata. Predgovor knjizi napisao je R. Katičić koju s krajnjim pohvalama ocjenjuje kao neprocjenjivu duhovnu vrijednost koja će biti osnova svih daljnjih jezičnih istraživanja. Autor knjige u uvodu dokazuje da nije nikad bilo niti će biti jedinstvenog jezika Hrvata i Srba. Na toj tvrdnji zasniva svu knjigu (od 617 stranica). Glorificira protivnike Bečkog dogovora 1850... Zaključna "Završna riječ" djeluje kao patetičan nadgrobni govor nad položajem hrvatskoga književnog jezika. Vinceovi prijatelji tu su knjigu dočekali s neumjerenim panegiričnim pohvalama i preporukama nastavnicima, studentima i učenicima (v. ocjene S. Babića u "Jeziku" 1979, i Stjepka Težaka u "Suvremena metodika" 1980.) Kakvih 30 godina kasnije, sam elaborat druga komitetlije ispada patetičan. Komitetlija ne napada samo hrvatske jezikoslovce nego i lektore: Lektori "Školske knjige" također su netolerantni, pa je izrazito kroatiziran jezik čak "Modre laste" koja je namijenjena najmlađima. Takvo je nametanje arhaičnog jezika vrlo opasno jer osiromašuje dječji govorni i pismeni izraz u životnoj dobi kad se formira taj izraz za čitav život.
Dakle, za to što danas Hrvati imaju svoj jezik (odnosno što ne postoji jedan srpskohrvatski ili jugoslavenski jezik) zaslužni su vrhunski lektori (krivi su zli lektori) "Školske knjige" i vjerni čitatelji stripova Ivice Bednjanca i "Modre laste". 
Kako su oba pravopisa odbačena, i onaj iz 1960. i onaj iz 1971., nastali pravopisni vakuum po direktivama drugova iz SKH (iz Republičkog komiteta za prosvjetu, kulturu fizičku i tehničku kulturu, Komisije CK SKH za idejni i teorijski rad i novoosnovane Komisije za jezična pitanja) trebali su otkloniti "marksistički orijentirani lingvisti" Vladimir Anić i Josip Silić. Njihovo djelo pod nazivom "Pravopisni priručnik hrvatskoga ili srpskoga jezika" objavljeno je 1986. godine, i u Hrvatskoj je uglavno dobro primljen, iako se radi o nekoj vrsti bastarda između Novosadskog pravopisa i Hrvatskog pravopisa (Broz/Boranić/Londonca), dok su ga srpski jezikoslovci ocijenili izrazito negativno.